# La bandida (película de 1962)
La bandida es una película musical, dramática y romántica mexicana de 1962, escrita y dirigida por Roberto Rodríguez, y protagonizada por María Félix, Pedro Armendáriz, Emilio «El Indio» Fernández y Katy Jurado. Esta fue la última película filmada por Armendáriz.

## Argumento
Una turbulenta historia de amor y sobre todo, de aventuras en el marco de la Revolución Mexicana de 1910. María Mendoza "La Bandida" (María Félix), prostituta y dueña de un burdel, es amante de Roberto Herrera (Pedro Armendáriz), quien mantiene una constante disputa a través de las peleas de gallos y con las armas, con Epigmenio Gómez (Emilio «El Indio» Fernández). Las constantes fricciones entre los rivales se agudizan cuando "La Bandida" se convierte en parte de la disputa.

## Elenco
- María Félix - María Mendoza "La bandida"
- Pedro Armendáriz - Roberto Herrera
- Emilio «El Indio» Fernández - Epigmenio Gómez
- Katy Jurado - La Jarocha
- Ignacio López Tarso - Anselmo
- Lola Beltrán
- Andrés Soler
- Marco Antonio Muñiz
- Gina Romand
- Carlos Ancira
- Alicia del Lago
- René Cardona
- Celia Viveros
- Yolanda Ciani
- Jose Chávez
- Pilar Sen
- Mario García "Harapos"

## Comentarios
Fue la última cinta filmada por Pedro Armendáriz en México.